# Машезеро (озеро)
Ма́шезеро (Ма́шозеро) (карел. Maašjärvi) — озеро в Прионежском районе Республики Карелия.

## Общие сведения
Водохранилище создано в начале XVIII века для нужд Петровского чугунолитейного завода, стоком служит река Машезерка. Притоками служат три небольших ручья.
Котловина ледникового происхождения. Озеро округлой формы. Восточные и северные берега озера каменистые, растут берёза, ольха и рябина. Южный и западный берега низменные, заболоченные.
На озере 12 островов общей площадью 0,1 км².
Прибрежные грунты каменисто-песчаные. Илистые грунты занимают 70 % площади дна. Цвет воды светло-коричневый.
Высшая растительность представлена хвощом, рдестом, земноводной гречихой, кубышкой и кувшинкой.
В озере обитают окунь, плотва, щука, ёрш, подлещик, рипус, мидии, раки.

## История
На острове Ильинский находился, основанный в 1563 году, ныне не существующий, Машезерский Ильинский мужской монастырь.